# James George Thirlwell
James George Thirlwell conosciuto come JG Thirlwell, Clint Ruin, Frank Want o Jim Foetus (Melbourne, 29 gennaio 1960) è un cantante, polistrumentista e compositore australiano.
Emerso nell'era della no-wave (a cui viene talvolta associato), la sua opera, tuttavia, presenta una varietà di influenze (musica contemporanea, punk, elettronica, industrial) che ne impedisce l'incasellamento in un particolare genere.

## Biografia
Thirlwell nacque a Melbourne, Australia. Studiò belle arti al Melbourne State College (oggi parte dell'università di Melbourne) prima di trasferirsi a Londra, Inghilterra nel 1978, dove suonò col gruppo post-punk prag VEC è formò il primo dei suoi numerosi progetti musicali: Foetus. Pubblicò il singolo Spite Your Face/OKFM nel 1981, per l'etichetta da lui stesso fondata, la Self-Immolation records. Nei tre anni successivi pubblicò altri due singoli, un EP e tre LP: Deaf, Ache e Hole.
Nel 1983 Thirlwell si spostò a New York, dove è tutt'oggi alloggiato. Dopo questo trasferimento ha pubblicato sei singoli, (incluso Stinkfist con Lydia Lunch), e diciassette album, oltre a diversi remix e numerose collaborazioni con altri artisti come i Nine Inch Nails, i The The ed i Voivod. Inoltre, negli anni ottanta, con lo pseudonimo di Clint Ruin, Thirlwell contribuì ad alcune pubblicazioni dei Nurse With Wound.
Nei primi anni novanta ha dato vita al suo progetto parallelo Steroid Maximus, una collezione interamente strumentale di campionamenti raccolti qua e là, in maniera apparentemente casuale, dalla storia della musica del XX secolo.
Dal 2000 Thirlwell è diventato ancora più attivo come compositore, avendo scritto materiale sottocommissione per Bang on a Can e Kronos Quartet. Ha inoltre inaugurato il suo progetto sperimentale Manorexia.
Attualmente, è anche attivo come DJ sotto lo pseudonimo di DJ OTESFU (anagramma di Foetus), è membro dei freq out e della THE FREQ_OUT ORCHESTRA, e continua a comporre e ad esibirsi regolarmente.

## Alter ego e molteplici personalità
Attraverso la sua carriera, Thirlwell ha giocato con la sua stessa identità pubblicando la sua musica attraverso diversi alter ego. Durante la prima fase della sua carriera, i "gruppi" di Thirlwell erano costituiti da una moltitudine di personaggi inventati: Foetus Under Glass, ad esempio, consisteva di Frank Want e Phillip Toss; Scraping Foetus off the Wheel fu, invece, il gruppo di Want e Clint Ruin. Per confondere ancor di più le idee, Thirlwell adottò queste personalità anche fuori dai suoi progetti; ad esempio, Frank Want può essere trovato nelle collaborazioni con i The The.
In particolare, si fece notare il personaggio di Clint Ruin. Durante la metà degli anni ottanta ed i primi novanta Thirlwell utilizzo esclusivamente questo pseudonimo, rilasciando anche interviste con quel nome. Nei panni di Ruin, Thirlwell fu membro dei Wiseblood e dei Flesh Volcano, registrò due EP in collaborazione con Lydia Lunch, e fu protagonista di un film di Richard Kern. Ruin è anche fra i crediti di numerosi dischi, soprattutto come produttore: fra gli altri si ricordano i Boss Hog, i Coil, i Fur Bible, Annie Hogan, i Nurse With Wound, i Pigface, i Sonic Youth, i Workdogs e altri.
Questa pratica venne abbandonata nel 1995, e "J. G. Thirlwell" è accreditato su tutte le seguenti pubblicazioni.

## Musica
La musica di J. G. Thirlwell - con il nome dei suoi vari progetti: Foetus, Wiseblood, Steroid Maximus, Baby Zizanie, Manorexia e altri - include elementi di punk rock, musica classica del XX secolo (Stockhausen, Varèse, Cage) e antecedente (Beethoven, Grieg, Strauss e soprattutto Wagner), swing e blues da orchestrina, musica elettronica, colonne sonore di film horror, no-wave, new wave, industrial e pop. Tutti questi ingredienti sono accostati o sovrapposti uno sull'altro con un piglio anarchico e dadaista che ricorda a tratti l'eclettismo di Frank Zappa.
Seguendo una linea di composizione che punta sempre all'eccesso, allo shock, alla sovrabbondanza, Thirlwell combina percussioni, distorsioni, campionamenti, musica epica e una voce dura e sarcastica. Le sue sinfonie sono fatte di odio, dolore, violenza, sconfitta e furia.
Favorito dalle nuove tecniche di produzione introdotte negli anni ottanta, specialmente per quanto riguarda le basi elettroniche, Thirlwell è sempre stato in grado di gestire con indipendenza lo studio di registrazione come fosse un vero e proprio strumento musicale, pur senza avere solide nozioni nei campi dell'armonia e della composizione. La sua formazione da autodidatta si percepisce soprattutto nei lavori dei primi anni della sua carriera, in cui le spigolosità e le dissonanze "involontarie" non venivano corrette o smussate, di modo che il risultato fosse ancora più violento e shockante. Era lo stesso principio che stava alla base del movimento no-wave (corrente artistica che rifiutava in blocco l'idea di musica come insieme di suoni armonici e ragionati). Thirlwell però si differenziava da questo movimento: laddove la no-wave dava origine a spaventose e spesso inascoltabili cacofonie che rappresentavano l'antitesi della musica, Thirlwell adoperava i linguaggi stessi della musica a fini burleschi e derisori: il suo primo LP, Deaf, si apre proprio con una parodia canzonatoria del movimento no-wave.

## Testi
I temi più ricorrenti dei suoi testi sono la distruzione, la persecuzione, l'ansia, l'abuso sessuale, l'incesto, il masochismo, la rabbia, l'auto-distruzione, il pregiudizio, l'omicidio ed il fallimento, spesso espressi attraverso liriche nichiliste, ciniche e sarcastiche che hanno pochi eguali all'interno della musica.
Anche nei testi, Thirlwell gioca molto alla contrapposizione degli elementi più disparati: a disumani elenchi di efferatezze, blasfemie, torture e brutalità varie, vengono accostati versi della Bibbia, di Shakespeare e di Dante; proverbi e adagi secolari vengono filtrati e stravolti dallo slang nichilistico dei punkers contemporanei; le filastrocche per bambini vanno a braccetto con inni sacri o patriottici per raccontare di stupri e violenze; e innumerevoli sono i giochi di parole, spesso ironici e gratuiti.

## Colonne sonore
James George Thirllwer ha composto colonne sonore per il cinema e le case di produzione come Adult Swim, Cartoon Network e Comedy Central.

## Progetti musicali
- Foetus — il progetto principale di Thirlwell.
- Steroid Maximus — progetto strumentale principale.
- Manorexia — progetto strumentale sperimentale.
- Come - in collaborazione con William Bennett e Daniel Miller
- DJ OTESFU — lavoro da DJ.
- Wiseblood — collaborazione con Roli Mosimann.
- Flesh Volcano — collaborazione con Marc Almond.
- Baby Zizanie — collaborazione con Jim Coleman.
- The Immaculate Consumptive — Touring ensemble con Lydia Lunch, Nick Cave e Marc Almond
- freq out – collettivo di 12 elementi che si esibisce in installazioni sonore, diretto dallo svedese Carl Michael von Hausswolff.
- Garage Monsters — collaborazione con l'artista dello skate P!zz.